# Sohn Kee-chung
Sohn Kee-chung, conosciuto anche con i nomi Son Kitei e Son Gi-jeong (손기정?, pronuncia [son.kidʑʌŋ]; Sinŭiju, 29 agosto 1912 – Seul, 15 novembre 2002), è stato un maratoneta sudcoreano.
Gareggiò con il nome di Son Kitei per il Giappone, in quanto all'epoca il suo paese natale era sotto la dominazione nipponica.

## Biografia
Nato in Corea, studiò alla Yangjeong High School a Seul ed in seguito all'Università Meiji in Giappone, terminandola nel 1940. Ai Giochi della XI Olimpiade si presentò come grande favorito, in virtù della miglior prestazione mondiale (2h26'42") ottenuta a Tokyo nel 1935 e delle 9 vittorie su 12 maratone disputate in carriera (con un terzo posto come peggior risultato).
A Berlino Sohn Kee-chung prese il comando fin dai primi chilometri insieme al britannico Ernie Harper e al campione uscente, l'argentino Juan Carlos Zabala. Zabala mollò al 28º km, liberatosi di Harper poco dopo vinse l'oro nella maratona dimostrando una netta superiorità, ottenendo il record olimpico in 2h29'19" e precedendo di oltre 2 minuti Harper (medaglia d'argento) e l'altro coreano Nam Sung-yong, anch'egli in gara per il Giappone con il nome di Shoryu Nan.
Durante la premiazione Sohn non sollevò mai la testa e nelle interviste fece di tutto per sottolineare di essere coreano. Nonostante le insistenze del Comitato Olimpico Coreano, il CIO non ha mai assegnato alla Corea quello che, di fatto, risulta essere il primo oro di un suo atleta. Solo nel 2011, nel profilo ufficiale dell'atleta, il Comitato Olimpico Internazionale presentò la sua vera storia.
Terminata la carriera da atleta Sohn si dedicò ad allenare altri maratoneti, tra i quali Seo Yun-bok, che nel 1947 gli tolse il record mondiale, e Hwang Young-cho che vinse l'oro olimpico a Barcellona 1992.  Considerato un eroe nazionale, fu l'ultimo tedoforo ai Giochi olimpici di Seul 1988.

## Palmarès
| Anno | Manifestazione  | Sede    | Evento   | Risultato | Prestazione | Note            |
| ---- | --------------- | ------- | -------- | --------- | ----------- | --------------- |
| 1936 | Giochi olimpici | Berlino | Maratona | Oro       | 2h29'19"2   | Record olimpico |

## Altre competizioni internazionali
1933
- Oro alla Maratona di Seul ( Seul)